# Turniej o Brązowy Kask 1981
Turniej o Brązowy Kask 1981 – zawody żużlowe, organizowane przez Polski Związek Motorowy dla zawodników do 19. roku życia.

## Finał
- 17 września 1981 r. (czwartek), Świętochłowice

| Msc. | Zawodnik           | Klub                  | Pkt  |             |  |
| ---- | ------------------ | --------------------- | ---- | ----------- |  |
| 1    | Mirosław Berliński | Wybrzeże Gdańsk       | 14   | (3,2,3,3,3) |  |
| 2    | Piotr Podrzycki    | Start Gniezno         | 12   | (3,2,3,2,2) |  |
| 3    | Marek Bzdęga       | Unia Leszno           | 11+3 | (2,3,1,3,2) |  |
| 4    | Ryszard Szymański  | ROW Rybnik            | 11+2 | (2,3,3,0,3) |  |
| 5    | Maciej Jaworek     | Falubaz Zielona Góra  | 11+1 | (3,2,2,3,1) |  |
| 6    | Krzysztof Żelazko  | Włókniarz Częstochowa | 10   | (2,3,0,2,3) |  |
| 7    | Zenon Kasprzak     | Unia Leszno           | 10   | (3,3,2,1,1) |  |
| 8    | Henryk Piekarski   | Sparta Wrocław        | 7    | (1,0,3,1,2) |  |
| 9    | Ryszard Gabrych    | Polonia Bydgoszcz     | 7    | (d,1,2,2,2) |  |
| 10   | Krzysztof Sikora   | Śląsk Świętochłowice  | 6    | (1,u,2,3,0) |  |
| 11   | Maciej Fabiszak    | Śląsk Świętochłowice  | 5    | (1,1,1,1,1) |  |
| 12   | Krzysztof Kępiński | Ostrovia Ostrów Wlkp. | 4    | (2,2,0,u,d) |  |
| 13   | Krzysztof Banasiak | Śląsk Świętochłowice  | 3    | (d,d,d,u,3) |  |
| 14   | Wojciech Pankowski | Start Gniezno         | 3    | (0,0,1,2,d) |  |
| 15   | Arkadiusz Tanaś    | Unia Tarnów           | 3    | (u,1,1,1,u) |  |
| 16   | Benedykt Bladowski | Wybrzeże Gdańsk       | 1    | (1,0,0,0,0) |  |
|      | rez. Krystian Fros | Śląsk Świętochłowice  | ns   |             |  |